# Georg Bruchmüller
Georg Bruchmüller, né le 11 décembre 1863 à Berlin et mort le 26 janvier 1948 à Garmisch-Partenkirchen (Bavière), est un militaire allemand, ayant servi comme colonel d'artillerie lors de la Première Guerre mondiale. Il est notamment connu pour avoir initié de nouvelles méthodes de tir dans son arme.

## Biographie
Issu de la classe moyenne berlinoise, Bruchmüller s'engage le 8 août 1883 comme porte-drapeau dans le 1er régiment d'artillerie à pied à Königsberg. Un mois plus tard, il est transféré à Metz dans le 8e régiment d'artillerie à pied, où il est nommé enseigne le 13 mars 1884 et promu au rang de lieutenant-secrétaire le 14 février 1885 et de premier lieutenant le 14 septembre 1893. Le 18 août 1896, Bruchmüller est muté dans le 4e régiment d'artillerie à pied (de), où il devient capitaine et chef de batterie. Pendant trois ans, jusqu'au 16 mars 1905, il occupe la même fonction dans le régiment d'instruction de l'école de tir d'artillerie de campagne et d'artillerie à pied de Jüterbog. Il est ensuite affecté au 13e régiment d'artillerie à pied en tant que chef de batterie jusqu'au 15 février 1907, puis devient professeur à l'école supérieure d'artificier de Berlin. En tant que major (depuis le 18 octobre 1908), il est muté le 20 avril 1909 comme officier d'artillerie de la place des fortifications du Rhin supérieur. Peu de temps après, Bruchmüller est nommé le 14 septembre commandant du 2e bataillon du 2e régiment d'artillerie à pied. Il quitte ce commandement le 30 septembre 1912 et devient alors professeur à l'école de tir d'artillerie à pied. En raison de problèmes de santé (diabète), il est mis à disposition un an plus tard.
Mobilisé durant la Première Guerre mondiale, il sert comme colonel (Oberst) d'artillerie. Il commence le conflit comme commandant de l'artillerie de la 86e division d'infanterie, sur le front de l'Est. Il développe des techniques pour soutenir les attaques de l'infanterie avec une concentration de tirs précis au lieu de bombardements préparatoires prolongés. Au printemps de 1916, il  convainquit le chef d'état-major de l'armée d'adopter cette méthode de concentration pour une attaque de grande envergure à Tarnopol, ce qui permit par la suite une impressionnante progression de l'infanterie allemande.
Il développe plusieurs techniques qui exigent un contrôle strict de toutes les ressources de l'artillerie. Chaque batterie de chaque type d'arme a reçu des missions spécifiques. Il organise trois étapes de feu. La première consiste en un effet de surprise reposant sur la concentration de tirs en des points précis comme les lignes téléphoniques, postes de commandement ou batteries de l'ennemi. Le feu se fait alors soudain, concentré avec une large utilisation de gaz. La deuxième étape consiste en un renforcement des tirs par des batteries amies. La troisième étape pilonne les positions d'infanterie et les pièces lourdes de longue portée.
Il commande l'artillerie de la 8e armée de Oskar von Hutier à Riga en septembre 1917. Son unité est transférée à l'ouest à la fin de l'année 1917 et il participe à la contre-attaque de Cambrai.
Lors de l'offensive du printemps en mars 1918, le général Erich Ludendorff utilise ses méthodes de tirs ciblés pour percer les lignes de l'Armée britannique.
Après guerre, il n'est pas retenu pour servir la nouvelle Reichswehr. Il quitte l'armée avec son grade de colonel.

## Décorations
- Croix de fer (1914)
  - 2e classe
  - 1re classe

- Pour le Mérite (1917)